# Ли Мэнхуа
Ли Мэнхуа (кит. трад. 李夢華, упр. 李梦华, пиньинь Lǐ Mènghuá; 10 ноября 1922, Пиншань, Хэбэй, Китайская Республика
— 9 ноября 2010, Пекин, КНР) — китайский спортивный деятель, второй председатель Олимпийского комитета Китая, директор Государственного управления по делам физкультуры и спорта КНР (1981—1988).

## Биография
Родился 10 ноября 1922 года в уезде Пиншань (нынешний городской округ Шицзячжуан) провинции Хэбэй Китайской республики.
Ещё в подростковом возрасте увлёкся коммунистическими идеями и уже в 1938 году, в возрасте 16 лет, вступил в компартию. Активно участвовал в партийной деятельности.
В 1960 году стал заместителем директора Государственного управления по делам физкультуры и спорта.
В 1981-88 годы был директором Государственного управления по делам физкультуры и спорта.
В 1986 году стал председателем Олимпийского комитета Китая.
В 1991 году был избран первым председателем Международной федерации ушу.
Депутат Всекитайского собрания народных представителей пятого созыва. Член Народного политического консультативного совета Китая восьмого созыва.
Ушел из жизни в Пекине 9 ноября 2010 года.

## Награды
- Серебряный Олимпийский орден (1987)[4]